# Overgang van onderneming
Overgang van onderneming is een Nederlands arbeidsrechtelijk begrip. Wanneer een onderneming overgaat van de ene naar de andere eigenaar, wordt de nieuwe eigenaar automatisch (van rechtswege) de werkgever van de werknemers die in de onderneming werkzaam zijn. De rechten en plichten van deze werknemers blijven (grotendeels) behouden. 
Een "onderneming" is in dit verband een organisatie die goederen produceert of levert, of diensten verleent. Het maakt hierbij niet uit of de organisatie als doel heeft om winst te maken. Ook een zelfstandig onderdeel van een organisatie kan een "onderneming" zijn. Het moet dan gaan om een eenheid van activiteiten die wordt overgedragen. Het onderdeel hoeft niet groot te zijn: ook wanneer slechts één werknemer bij het onderdeel werkt, kan sprake zijn van een "onderneming". Wanneer een failliet bedrijf verkocht wordt, is geen sprake van overgang van onderneming.
De overgang moet een duurzame intentie hebben, maar een overgang van onderneming kan wel tijdelijk zijn. Dat kan bijvoorbeeld het geval zijn bij huur of pacht. Bij het aangaan van (bijvoorbeeld) de huurovereenkomst gaat dan de onderneming over van de verhuurder naar de huurder, bij het einde van de huurovereenkomst gaat de onderneming terug over van de huurder naar de verhuurder.
Bij het overnemen van de organisatie moet de identiteit van de onderneming bewaard blijven. Daar zal in het algemeen sprake van zijn als de naam van de organisatie, het klantenbestand, de vaste activa, het personeel, enzovoorts, worden overgenomen. Als er bijvoorbeeld alleen een gebouw wordt overgenomen, is er meestal geen sprake van overgang van onderneming. De oude en de nieuwe eigenaar zijn zich er niet altijd van bewust dat sprake is van overgang van onderneming en dat dus de werknemers mee over gaan; voor overgang van onderneming is ook niet noodzakelijk dat de oude en de nieuwe eigenaar die intentie hebben.
Als sprake is van overgang van onderneming blijven de arbeidsovereenkomsten in stand; voor de overgang is de oude eigenaar de werkgever, na de overgang is de nieuwe eigenaar de werkgever. Er hoeven dus geen nieuwe arbeidsovereenkomsten gesloten te worden. Het maakt hierbij niet uit of de nieuwe eigenaar op de hoogte was van de arbeidsovereenkomsten.
De overgenomen werknemers kunnen er aanspraak op maken dat hun arbeidsvoorwaarden niet veranderen door de overname. Ook de diensttijd die bij de overgegane onderneming gold blijft in stand. Dat is bijvoorbeeld van belang voor de opzegtermijn van de arbeidsovereenkomst, voor een jubileumuitkering en voor de anciënniteit die geldt bij collectief ontslag. Na de overname kunnen de arbeidsvoorwaarden wel wijzigen. Dat is met name het geval als na de overname een andere cao van toepassing is: op de overgenomen werknemers blijft de oorspronkelijke cao (van voor de overgang) van toepassing, totdat er een nieuwe cao van kracht wordt die van toepassing is op de overgegane onderneming. Vanaf dat moment is die nieuwe cao van toepassing op de overgenomen werknemers. Met betrekking tot pensioen kan er wel direct iets veranderen: het bij de oude eigenaar opgebouwde pensioen blijft in stand, maar de werknemers vallen vanaf het moment van de overname onder de pensioenregeling van de nieuwe eigenaar.
Als de oude eigenaar zijn verplichtingen niet nakwam jegens de werknemers, kunnen de werknemers de nieuwe eigenaar daar op aanspreken. Als bijvoorbeeld door de oude eigenaar een periode onvoldoende loon betaald is, dan kunnen de werknemers het achterstallige loon vorderen van de nieuwe eigenaar. De werknemers kunnen echter ook nog steeds (gedurende maximaal een jaar na de overname) de oude eigenaar aanspreken. 
Als een werknemer niet met de onderneming mee over wil, dan kan hij afstand doen van zijn recht om automatisch een arbeidsovereenkomst met de nieuwe eigenaar te krijgen. Er ontstaat dan geen arbeidsovereenkomst met de nieuwe eigenaar. De arbeidsovereenkomst met de oude eigenaar eindigt echter op het moment van de overname, waardoor de werknemer in zo'n situatie geen arbeidsovereenkomst meer heeft.